# Basílica de Sainte-Thérèse
La basílica de Sainte-Thérèse (Santa Teresa) està situada a Lisieux, França. Va ser construïda el 1929 i consagrada el 1954. És el segon lloc de pelegrinatge més visitat de França (després de Lorda).